# Anolis ventrimaculatus
Anolis ventrimaculatus är en ödleart som beskrevs av  George Albert Boulenger 1911. Anolis ventrimaculatus ingår i släktet anolisar, och familjen Polychrotidae. IUCN kategoriserar arten globalt som nära hotad. Inga underarter finns listade i Catalogue of Life.